# Gornje Ladanje
Gornje Ladanje falu Horvátországban, Varasd megyében. Közigazgatásilag Vinicához tartozik.

## Fekvése
Varasdtól 14 km-re nyugatra, községközpontjától Vinicától 2 km-re délre fekszik.

## Története
A Bajnai-kastélyt a 17. században a bajnai Both család építtette, melynek korábban két tagja is betöltötte a horvát báni tisztséget. Később a Batthyány, az Erdődy és Festetich családok birtoka volt. A 19. század második felében historizáló stílusban építették át és bővítették. Ekkor épült meg a két oldalszárny és a tornyok is. Az első világháború zavaros utolsó napjaiban a környékbeli bányászok törtek be a kastélyba és felgyújtották azt. A tűzvészben értékes művészeti alkotások, bútorok, könyvek sokasága veszett oda. Csak a keleti szárny menekült meg a pusztulástól.
A falunak 1857-ben 661, 1910-ben 1060 lakosa volt. A trianoni békeszerződésig Varasd vármegye Ivaneci járásához tartozott. 2001-ben 303 háztartása és 1013 lakosa volt.

## Népessége

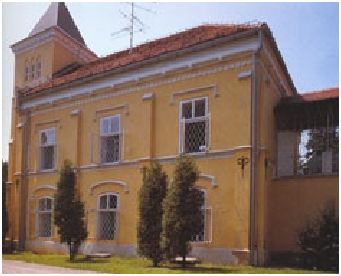
A Bajnai-kastély ma

| Lakosság változása | Lakosság változása | Lakosság változása | Lakosság változása | Lakosság változása | Lakosság változása | Lakosság változása | Lakosság változása | Lakosság változása | Lakosság változása | Lakosság változása | Lakosság változása | Lakosság változása | Lakosság változása | Lakosság változása | Lakosság változása |
| ------------------ | ------------------ | ------------------ | ------------------ | ------------------ | ------------------ | ------------------ | ------------------ | ------------------ | ------------------ | ------------------ | ------------------ | ------------------ | ------------------ | ------------------ | ------------------ |
| 1857               | 1869               | 1880               | 1890               | 1900               | 1910               | 1921               | 1931               | 1948               | 1953               | 1961               | 1971               | 1981               | 1991               | 2001               | 2011               |
| 661                | 707                | 774                | 850                | 919                | 1.060              | 1.062              | 1.149              | 1.304              | 1.242              | 1.246              | 1.153              | 1.049              | 1.053              | 1.013              | 949                |

## Nevezetességei
A bajnski dvori Bajnai-kastély mára fennmaradt keleti szárnya. Az épület többi része 1918-ban egy tűzvészben leégett és már nem építették újjá. A második világháború után az ezredfordulóig a varasdi kórház pszichiátriai osztálya működött benne. Ma állapota egyre romlik. A kastélyt park övezi, melyben kis tó és kápolna is található. A parkban a közönséges fák mellett több faritkaság is található.
Az Erdődy család sírkápolnája a 19. század végén, közvetlenül gróf Erdődy János Varasd vármegye főispánja, fiumei kormányzó 1879-ben Grazban bekövetkezett halála után épült, hogy a gróf és felesége temetkezési kápolnája legyen. A kápolnát nem szentmise tartására szánták, és csak szarkofágok és egy márvány szenteltvíztartó volt benne. A kápolna neoromán stílusban épült, keresztrajzú, bejárata északra, a félkör alakú apszis pedig délre néz.